# II. Sancho portugál király

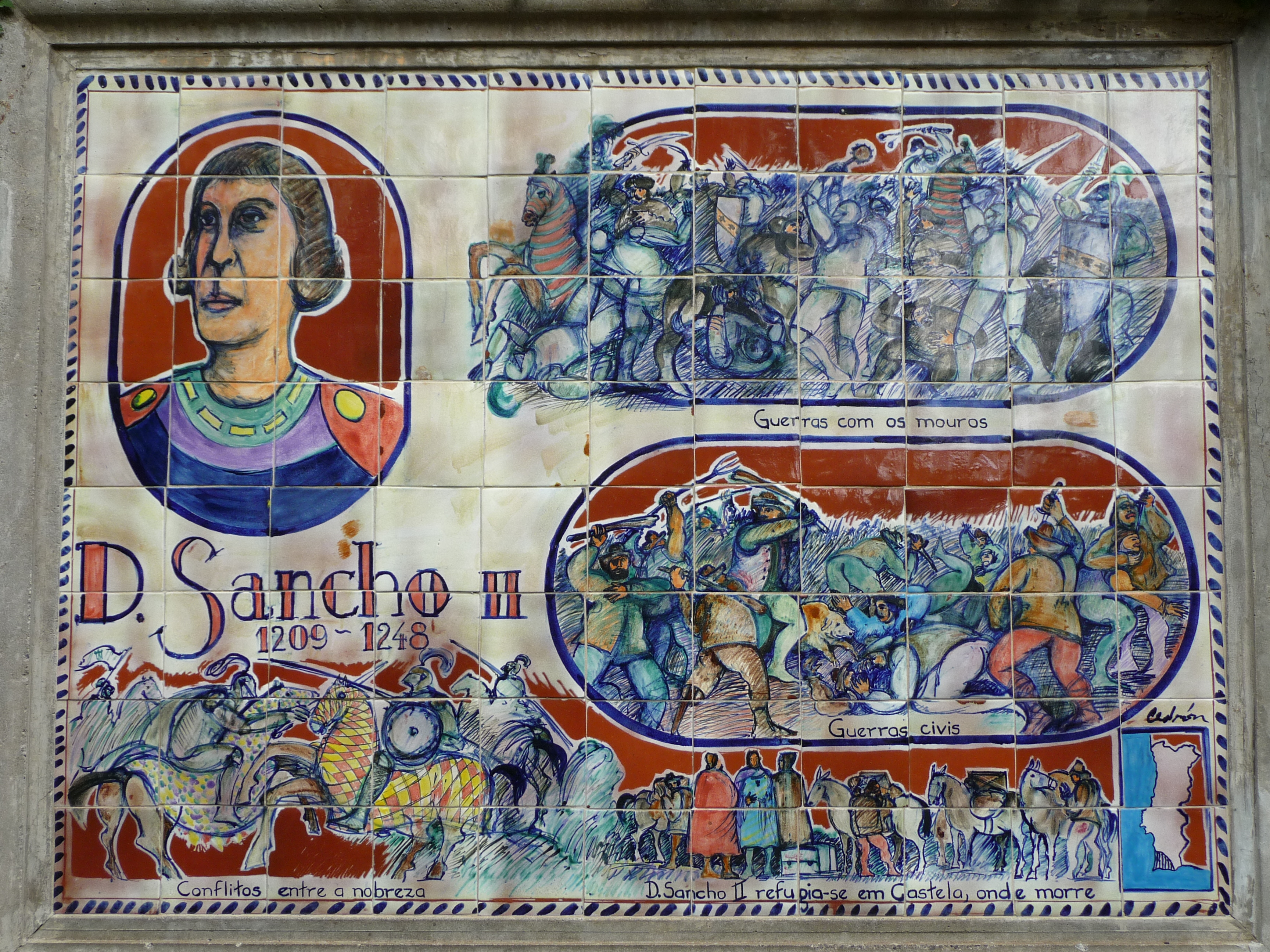
Kegyes Sancho uralkodásának főbb eseményei (azulejo)
1. Háború a mórok ellen
2. Polgárháború
3.
4.

II. Sancho (Coimbra, 1207. szeptember 8. – Toledo, 1248. január 4.) Portugália királya a Burgundi-házból.

## Élete
II. Kövér Alfonz legidősebb fia. 1239-ben nőül vette Mancia Lopez de Harót († 1270), Diego Lopez de Haro, Biscaya grófjának leányát.
Sikeresen harcolt a mórok ellen. A pápasággal eleinte igen jó viszonyban volt – ez időből származik előneve, a „kegyes”. Kiegyezéssel lezárta a portugál állam és a pápa viszályát, és ezzel jogot szerzett arra, hogy kiátkozott apját az alcobaçai ciszterci kolostor panteonjában eltemethesse. Amikor azonban azt követelte, hogy előjogaik tiszteletben tartása fejében a püspökök is állítsanak sereget és a világi ügyekben vessék alá magukat a világi bíróság ítéletének, a főpapok és a hozzájuk csatlakozó elégedetlen bárók követséget küldtek a Lyonban zsinatot tartó IV. Ince pápához. A küldöttséget a bragai érsek vezette, a királyt az egyház megrablásával és rossz kormányzással vádolták meg. A pápa a király ellen fordult, és erre a hírre az elégedetlenkedők nyíltan felkeltek ellene. Sancho Kasztíliába menekült, és III. Ferdinánd oltalmát kérte, majd hamarosan meghalt. A portugál trónon öccse követte.